# Émile Verbruggen
Pour les articles homonymes, voir Verbruggen.
Émile, Frans, baron Verbruggen, né le 8 octobre 1921 à Saint-Josse-ten-Noode et mort le 13 mars 2021,, est un juriste belge.
Il est docteur en droit et avocat; ancien membre du Conseil de l'Ordre des avocats du Barreau de Bruxelles; ancien président de la Conférence du Jeune Barreau.
Il est président des Grandes Conférences Catholiques.
Il fut volontaire de guerre à la Royal Navy.

## Distinctions
- Grand officier de l'ordre de Léopold II
- Commandeur de l'ordre de la Couronne
- Officier de l'ordre de Léopold
- commandeur de l'ordre de Saint-Grégoire-le-Grand
- commandeur de l'ordre d'Henri le Navigateur
- commandeur de l'ordre du Mérite. (France)
- Officier de la Légion d'honneur

Il fut élevé au rang de baron par le roi Albert II en 1996.
Sa devise est Écouter et Convaincre.